# Model no lineal d'efectes mixts
Els models no lineals d'efectes mixts constitueixen una classe de models estadístics que generalitzen models lineals d'efectes mixts. Igual que els models lineals d'efectes mixts, són especialment útils en entorns on hi ha múltiples mesures dins de les mateixes unitats estadístiques o quan hi ha dependències entre mesures en unitats estadístiques relacionades. Els models no lineals d'efectes mixts s'apliquen en molts camps, com ara la medicina, la salut pública, la farmacologia i l'ecologia.

## Definició
Tot i que qualsevol model estadístic que contingui efectes fixos i efectes aleatoris és un exemple de model d'efectes mixts no lineal, els models més utilitzats són membres de la classe de models no lineals d'efectes mixts per a mesures repetides
{\displaystyle {y}_{ij}=f(\phi _{ij},{v}_{ij})+\epsilon _{ij},\quad i=1,\ldots ,M,\,j=1,\ldots ,n_{i}}
on
- és el nombre de grups/matèries,
- és el nombre d'observacions per a grup/tema,
- és una funció diferenciable de valor real d'un vector de paràmetres específics d'un grup i un vector covariable,
- es modela com un model lineal d'efectes mixtos on és un vector d'efectes fixos i és un vector d'efectes aleatoris associats al grup, i
- és una variable aleatòria que descriu el soroll additiu.

## Estimació
Quan el model només és no lineal en efectes fixos i els efectes aleatoris són gaussians, l'estimació de màxima versemblança es pot fer mitjançant mètodes de mínims quadrats no lineals, encara que les propietats asimptòtiques dels estimadors i les estadístiques de prova poden diferir del model lineal general convencional. En un entorn més general, hi ha diversos mètodes per fer una estimació de màxima probabilitat o estimació màxima a posteriori en determinades classes de models no lineals d'efectes mixts, normalment sota el supòsit de variables aleatòries distribuïdes normalment. Un enfocament popular és l'algorisme de Lindstrom-Bates que es basa en l'optimització iterativa d'un problema no lineal, linealitzant localment el model al voltant d'aquest òptim i després emprant mètodes convencionals a partir de models lineals d'efectes mixtos per fer una estimació de màxima probabilitat. L'aproximació estocàstica de l'algorisme de maximització d'expectativa ofereix un enfocament alternatiu per fer estimacions de màxima versemblança.

## Aplicacions

### Exemple: Modelització de la progressió de la malaltia
S'han utilitzat models no lineals d'efectes mixts per modelar la progressió de la malaltia. En la malaltia progressiva, els patrons temporals de progressió de les variables de resultat poden seguir una forma temporal no lineal que és similar entre els pacients. Tanmateix, pot ser que no es conegui l'etapa de la malaltia d'un individu o només es conegui parcialment a partir del que es pot mesurar. Per tant, es pot incloure al model una variable de temps latent que descriu l'etapa individual de la malaltia (és a dir, on el pacient es troba al llarg de la corba mitjana no lineal).

Exemple de modelització de la progressió de la malaltia de puntuacions longitudinals ADAS-Cog mitjançant el paquet progmod R.

### Exemple: modelar el declivi cognitiu de la malaltia d'Alzheimer
La malaltia d'Alzheimer es caracteritza per un deteriorament cognitiu progressiu. No obstant això, els pacients poden diferir àmpliament en la capacitat cognitiva i la reserva, de manera que les proves cognitives en un sol moment sovint només es poden utilitzar per agrupar de manera grossa individus en diferents estadis de la malaltia. Ara suposem que tenim un conjunt de dades cognitives longitudinals {\displaystyle (y_{i1},\ldots ,y_{in_{i}})} des de {\displaystyle i=1,\ldots ,M} individus que es classifiquen com a cognició normal (NC), deteriorament cognitiu lleu (MCI) o demència (DEM) a la visita de referència (temps {\displaystyle t_{i1}=0} corresponent a la mesura {\displaystyle y_{i1}}). Aquestes trajectòries longitudinals es poden modelar mitjançant un model d'efectes mixts no lineal que permet diferències en l'estat de la malaltia en funció de la categorització de referència:
{\displaystyle {y}_{ij}=f_{\tilde {\beta }}(t_{ij}+A_{i}^{MCI}\beta ^{MCI}+A_{i}^{DEM}\beta ^{DEM}+b_{i})+\epsilon _{ij},\quad i=1,\ldots ,M,\,j=1,\ldots ,n_{i}}
on
- {\displaystyle f_{\tilde {\beta }}} és una funció que modela el perfil temporal mitjà del declivi cognitiu la forma del qual està determinada pels paràmetres {\displaystyle {\tilde {\beta }}} ,
- {\displaystyle t_{ij}} representa el temps d'observació (per exemple, el temps des de la línia de base en l'estudi),
- {\displaystyle A_{i}^{MCI}} i {\displaystyle A_{i}^{DEM}} són variables simulades que són 1 si són individuals {\displaystyle i} té MCI o demència al principi i 0 en cas contrari,
- {\displaystyle \beta ^{MCI}} i {\displaystyle \beta ^{DEM}} són paràmetres que modelen la diferència en la progressió de la malaltia dels grups de MCI i demència respecte a la normalitat cognitiva,
- {\displaystyle b_{i}} és la diferència en l'etapa de la malaltia de l'individu {\displaystyle i} amb relació a la seva categoria de referència, i
- {\displaystyle \epsilon _{ij}} és una variable aleatòria que descriu el soroll additiu.

Al quadre es mostra un exemple d'aquest model amb una funció mitjana exponencial ajustada a mesures longitudinals de l'escala d'avaluació de la malaltia d'Alzheimer-subescala cognitiva (ADAS-Cog). Com es mostra, la inclusió d'efectes fixos de la categorització inicial (MCI o demència en relació amb la cognició normal) i l'efecte aleatori de l'etapa contínua de la malaltia individual. {\displaystyle b_{i}} alinea les trajectòries de deteriorament cognitiu per revelar un patró comú de declivi cognitiu.